# Бєли Костол
Бєли Костол (словац. Biely Kostol) — село, громада округу Трнава, Трнавський край. Кадастрова площа громади — 2.41 км².
Населення 2372 особи (станом на 31 грудня 2020 року).

## Історія
Бєли Костол згадується 1332 року.

## Населення
| Рік:            | 1994. | 2004.   | 2014.    | 2024.    |
| --------------- | ----- | ------- | -------- | -------- |
| Кількість осіб: | 1092  | 1200    | 1611     | 2553     |
| Різниця:        |       | +9,89 % | +34,25 % | +58,47 % |

| Рік:            | 2023. | 2024.   |
| --------------- | ----- | ------- |
| Кількість осіб: | 2531  | 2553    |
| Різниця:        |       | +0,86 % |